# キエフ・インターナショナル・スクール
キーウ・インターナショナル・スクール（宇: Київська міжнародна школа）は、ウクライナのキーウにある私立のインターナショナル・スクール。1992年に開校し、米国式の国際的なカリキュラムに従う非営利の大学準備学校のコンソーシアムであるクオリティ・スクールズ・インターナショナルのメンバー。現在は中東ヨーロッパ学校協会のメンバーでもある。この学校はウクライナ政府の承認を得て運営されており、国際バカロレア・ディプロマ・プログラムやアドバンスト・プレイスメントなどに準じた英語教育を第12学年まで提供している。学年度は8月から6月までである。

## カリキュラム
教育課程には、成果主義に基づく完全習得学習を採用している。このプログラムは、米国の中部諸州大学・学校協会によって認定されている。さらに、奨学金契約もある。この学校では、フランス語、ドイツ語、スペイン語、ロシア語、およびウクライナ語の五つの言語で授業を提供している。これらのコースは、学校の言語カリキュラムの範囲内で、6歳から17歳までのさまざまなレベルで提供され、非ネイティブおよびネイティブ・スピーカー向けの国際バカロレア・ディプロマ・プログラムやアドバンスト・プレイスメントも提供される。

## 設備
学校は公園のようなキャンパスで、24時間の警備体制が敷かれている。キャンパスは専用に建てられており、学習センター、視聴覚室、芸術、音楽、技術の研究室、講堂、屋内水泳場、クライミング・ウォールのある屋内ジム、フィットネス・センター、カフェテリア、スナックバー、近代的な遊技場、サッカー場、フィールド、サッカー・ミニ・ピッチ、屋外バスケット・ボール・コート、屋外フィットネス・エリアなどを備えている。

## ウクライナ戦争
ウクライナ戦争の影響により、2022年2月から2023年2月まで遠隔学習に移行した。2023年2月8日に、柔軟な運営をしつつキャンパスを再開し、2023年8月からは完全に対面学習に戻した。

## 卒業生
在校生が、ハーバード大学、イェール大学、ニューヨーク大学、スタンフォード大学などの入学許可を得た実績がある。

## 脚註